# Antoni Serra Santamans
Antoni Serra Santamans (Pont de Vilomara, 23 de agosto de 1915 - septiembre de 2001) fue un empresario español. 

## Biografía
Hijo de un tendero de Pont de Vilomara, fue hermano de Jesús Serra, presidente del grupo Catalana Occidente.
Se diplomó en el IESE Business School y se especializó en el campo de los seguros y del mutualismo, así como en el fomento de la prevención de los accidentes de trabajo. Fue presidente de la mutua Asepeyo, fundada por su familia en 1944 a partir de la antigua mutualidad "El Obrero Catalán", fundada en 1915. 
Creó la Fundación Antoni Serra Santamans para ayudar a los discapacitados. Fue presidente del Banco de Huesca, del Casino de Manresa, asesor de Catalana Occidente, presidente de la Fundación del Círculo de Economía y en 1993 recibió la Cruz de Sant Jordi.